# Eduard Krčma
Eduard Krčma (Pardubice, 25 aprile 1898 – 17 settembre 1960) è stato un calciatore cecoslovacco, di ruolo difensore.

## Carriera

### Nazionale
Il 17 gennaio 1926 gioca la sua unica partita in Nazionale in un'amichevole contro l'Italia persa 3-1.